# Sällskapsspel

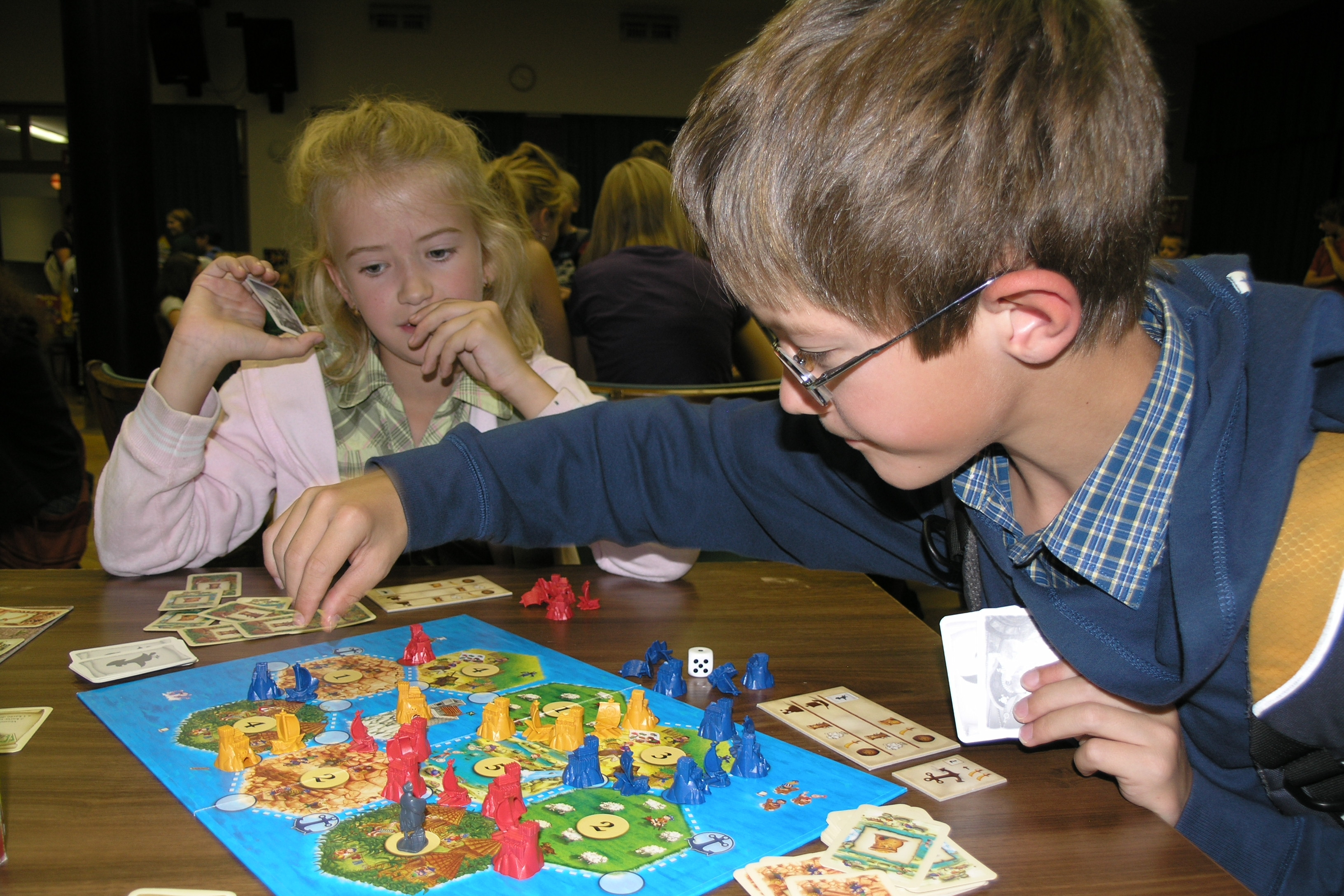
Två barn spelar sällskapsspel.

Sällskapsspel är spel för flera personer som spelas för nöjes skull. Sällskapsspel omfattar exempelvis kortspel, brädspel, frågespel, rollspel, konfliktspel, figurspel och tärningsspel. Vissa sällskapsspel liknar sport, på det sättet att de prövar spelarnas fysiska färdigheter, som reaktionsförmåga och precision. Sällskapsspel omfattar inte hasardspel, där man spelar om pengar eller egendom, och datorspel.

## Historia och exempel
Sällskapsspel har spelats av flera kulturer och samhällen under en mycket lång tid. Sällskapsspelet hundar och schakaler kom till någon gång under 2000 f.Kr. Hundar och schakaler är inte lika populärt längre och istället spelas titlar som Ticket to ride, Risk och Monopol. Många sällskapsspel går ut på att slå tärningar, flytta pjäser på ett bräde eller dra kort i enlighet med spelets regler, med mål att vinna spelet. Under 2023 var några av de mest sålda sällskapsspelen i Sverige 0-100, När då då? och Bezzerwizzer.